# William B. Bate
William Brimage Bate (7 de outubro de 1826 – 9 de março de 1905) foi um político e militar americano, 23º governador do Tennessee, com mandato de 1883 a 1887. Posteriormente foi Senador dos Estados Unidos de 1887 até sua morte. Durante a Guerra Civil, lutou para a Confederação, sendo promovido ao posto de major-general e comandante de uma divisão do exército do Tennessee. Bate entrou em ação em vários combates durante a guerra e foi seriamente feridos em duas ocasiões.

## Início de vida e carreira
Bate nasceu em Bledsoe's Lick (atualmente Castalian Springs), no Condado de Sumner, Tennessee. Filho de James H. Bate e Amanda Weatherred Bate. Ele frequentou uma escola fundamental conhecida como "Academia Rural". Quando ele tinha 15, seu pai morreu e ele saiu de casa para encontrar trabalho. Então ele foi contratado como um escriturário no barco a vapor, Saladin, que navegava no Rio Cumberland, Ohio e pelo Rio Mississippi entre Nashville e New Orleans.
Enquanto seu barco a vapor estava atracado em New Orleans, chegou a notícia do início da Guerra Mexicano-Americana, então Bate alistou-se em um Regimento da Louisiana. Quando este alistamento expirou alguns meses depois, ele alistou-se novamente, já com o posto de tenente na 1ª Companhia da 3ª infantaria de voluntários do Tennessee. Ele acompanhou o General Joseph Lane em várias incursões em perseguição de Antonio López de Santa Anna no final da guerra.
Após a guerra, Bate retornou para a fazenda de sua família no Condado de Sumner e fundou um jornal partidário pró-democrático, Tenth Legion, nas proximidades de Gallatin. Ele foi eleito para a Câmara dos Representantes do Tennessee em 1849. Em 1852, ele obteve seu bacharelado em direito na Cumberland School of Law (na época localizada em Lebanon, Tennessee) e foi admitido para a prática da advocacia. Após a Constituição do estado ser alterada para permitir a eleição direta de magistrados, em 1854, Bate foi eleito Procurador-geral para o distrito de Nashville.
Bate fez campanha em prol do candidato para o governador democrata Andrew Johnson em 1855, e foi um eleitor para o candidato presidencial democrata do sul John C. Breckinridge em 1860. Para ele foi oferecida a nomeação do seu distrito para Congresso Americano em 1859, mas recusou. Ele era um acérrimo defensor da secessão, nos anos que antecederam a Guerra Civil.

## Guerra de Secessão
Após a batalha de Fort Sumter em abril de 1861, Bate alistou-se em uma milícia privada em Gallatin e foi escolhido como seu capitão. No início de maio, depois do Tennessee alinhar-se com a Confederação, Bate foi promovido a coronel da 2ª infantaria do Tennessee. Esta unidade foi rapidamente enviada para Virgínia, onde colocaram-se com as forças encarregadas de guardar Richmond, Fredericksburg and Potomac Railroad. Bate esteve presente na batalha de Aquia Creek em 30 de maio de 1861. Na primeira batalha de Bull Run (primeira batalha de Manassas) em julho de 1861, Bate foi na Brigada de reserva de Theophilus Holmes no exército confederado de Potomac.
A unidade de Bate permaneceu no Rio Potomac até fevereiro de 1862, quando, a seu pedido, sua unidade foi transferida para o campo de batalha Ocidental. O 2º Tennessee foi colocado sob o comando de Albert Sidney Johnston do exército do Mississippi, que estava realizando operações na área de Corinto. A unidade de Bate seguiu para o norte com o exército do Mississippi em sua tentativa de verificar o avanço de Ulysses S. Grant na batalha de Shiloh em abril de 1862. Bate foi ferido gravemente na perna durante o primeiro dia de combate, então um cirurgião do exército lhe disse que seria necessário amputar sua perna para salvar sua vida. Bate tirou sua pistola, ameaçando atirar no cirurgião e, ao contrário do esperado, curou sua perna. Embora ele sobrevivesse, ele ficou incapacitado por vários meses e claudicou até o fim da vida. Vários dos parentes na Bate foram mortos em Siló, e seu cavalo foi baleado sob sua montaria.

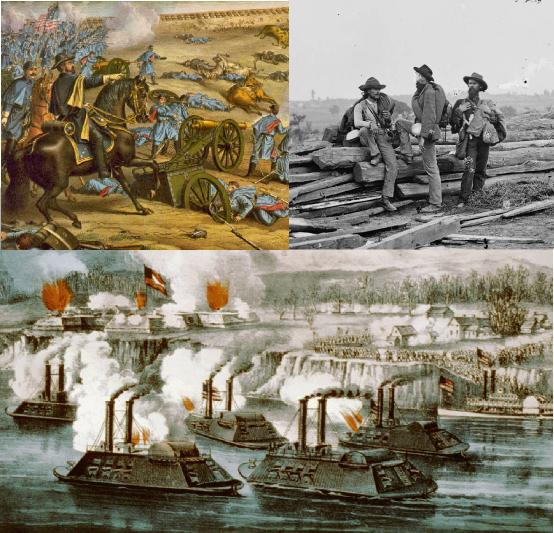
Guerra Civil Americana

Depois de passar vários meses se recuperando em Columbus, Mississippi, Bate foi promovido a brigadeiro-general em 2 de outubro de 1862. Para ele inicialmente foi dado tarefas fora da linha de frente no norte do Alabama, mas quando ele exigiu um regresso à ação, o general Braxton Bragg criou uma brigada de infantaria para ele sob o comando do exército do Tennessee. Ele tomou parte na campanha Tullahoma e participou da ação na batalha de Hoover Gap em junho de 1863. Durante este período, líderes confederados do Tennessee ofereceram para Bate a indicação para disputar para governador em substuição ao governador de mandato limitado Isham G. Harris, mas Bate declinou, preferindo permanecer na linha de frente de batalhas.
Na batalha de Chickamauga, Bate engajou-se em um enfrentamento com as forças inimigas que abriu os combates na noite de 18 de setembro de 1863. Na intensa luta que teve lugar no dia seguinte, três dos seus cavalos foram mortos sob sua montaria. Durante a reorganização do exército do Tennessee, depois desta batalha, Bate foi dado o comando da divisão de John C. Breckinridge (Breckinridge tinha sido promovido a comandante do corpo de Fuzileiros). Bate comandou esta divisão na batalha Missionary Ridge, em novembro de 1863.
Como resultado do seu serviço da campanha de Chattanooga, Bate foi promovido a major-general, em 24 de fevereiro de 1864. Naquele verão, sua divisão tomou parte na campanha de Atlanta e participou da ação nas batalhas de Resaca, New Hope Church, Kennesaw Mountain e Peachtree Creek, bem como a principal batalha de Atlanta, em 22 de julho. Na batalha de Utoy Creek em 6 de agosto, Bate usou uma escaramuça que frustrou o principal ataque de União. Ele foi baleado no joelho em uma emboscada em Willis Grist Mill perto de Atlanta, no dia 10 de agosto e esteve acamado em Barnesville, Georgia, durante várias semanas.
Bate retornou para sua divisão a tempo de tomar parte na invasão do General John B. Hood do Tennessee no final de 1864. Na batalha de Franklin, em 30 de novembro, ele perdeu quase 20% da sua divisão, e seu cavalo foi baleado novamente sob sua montaria. Ele comandou o flanco direito do General Benjamin F. Cheatham na batalha de Nashville duas semanas mais tarde.
A divisão de Bate permaneceu com corpo do Cheatham durante a campanha de Carolinas de 1865, durante a qual ele participou da ação na batalha de Bentonville em março. Bate e seus homens renderam-se em Bennett Place perto de Greensboro, Carolina do Norte. Durante a guerra, foi ferido três vezes e teve seis cavalos feridos sob sua montaria.

## Governador do Tennessee
Após a guerra, Bate exerceu a advocacia, em Nashville, em parceria com o coronel Frank Williams. Ele permaneceu ativo na política, servindo no Comitê democrata do Estado e no Comitê Executivo Nacional Democrata no final da década de 1860. Ele foi nomeado para o Senado dos Estados Unidos, em 1875, 1877 e 1881, e foi um eleitor para o candidato presidencial Samuel J. Tilden em 1876.

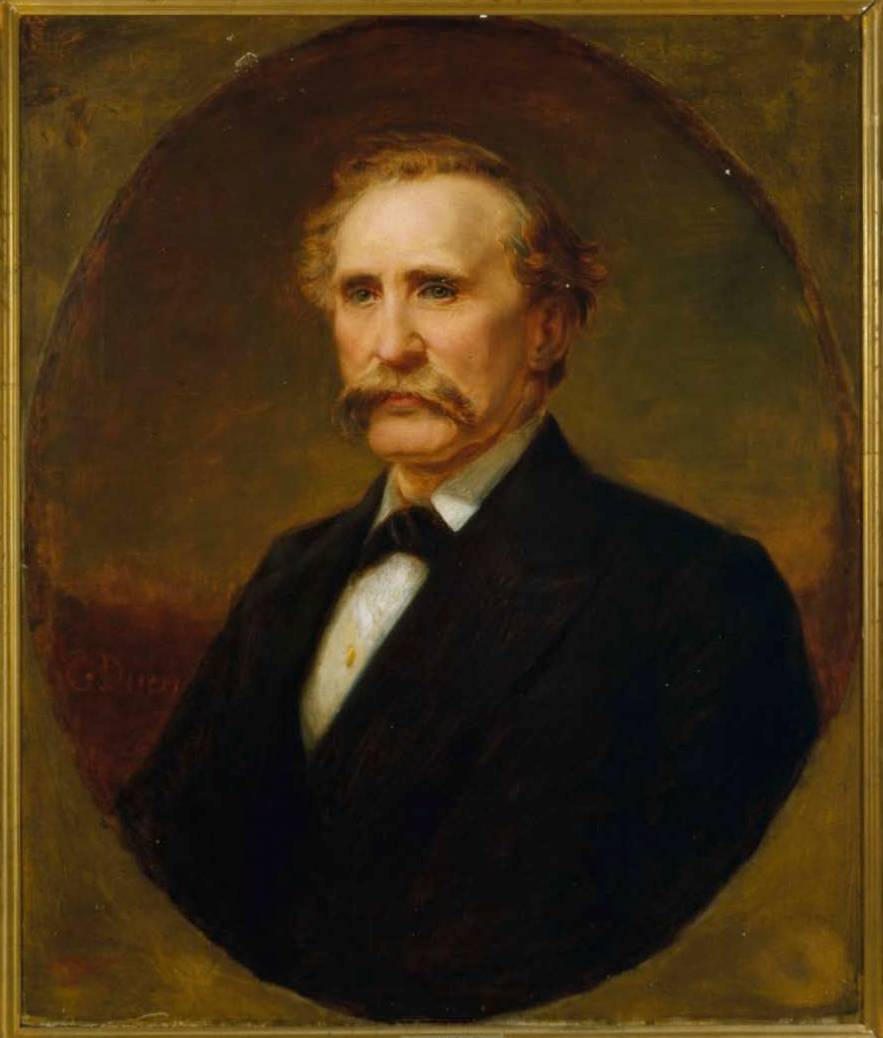
Retrato do Governador Bate por George Drury

Ao longo da década de 1870 e início de 1880, o governo do estado do Tennessee atentou para a dívida que tinha acumulado ao longo de décadas anteriores, como os títulos de dívida pública emitidos para financiar melhorias internas e a construção da estrada de ferro. A crise financeira de 1873 dizimou as receitas do imposto sobre a propriedade no Estado, e o estado deixou de pagar sua dívida pública em 1875. No início da década de 1880, o partido democrático do Estado havia dividido em duas facções sobre como resolver a crise: aqueles que buscavam o pagamento total da dívida a qualquer custo para preservar o crédito do Estado, facção esta denominada de "impostos elevados" ou "crédito de estado" e de outro lado aqueles que acreditavam inviável o pagamento completo e propunham apenas um pagamento parcial, facção denominada "impostos baixos". Na disputa para governador de 1880, cada facção nomeou seu próprio candidato, fazendo com que o voto democrático sofresse divisão, e assim,  permitindo ao republicano Alvin Hawkins ganhar a eleição.
Na disputa para governador de 1882, a facção dos "democratas Bourbon" (ala conservadora) do Estado, liderada pelo ex-governador Isham G. Harris, reuniu apoio para a facção dos "impostos baixos", que nomeou Bate como seu candidato. Bate propôs pagar 50% em títulos emitidos por gastos com ferrovias (alguns dos quais tidos por fraudulentos foram emitidos durante a administração de Brownlow) e fazer o pagamento completo títulos emitidos por gastos com escolas, instituições de caridade e de Sarah Childress Polk, a viúva de James K. Polk. Os democratas dos "impostos altos" nomearam seu próprio candidato, Joseph Fussell. No dia da eleição, Bate venceu com 120.637 votos sobre os 93.168 do empresário Hawkins, 9.660 do candidato do partido Greenback John Beasley e 4.814 de Fussell.
Após assumir o cargo, Bate assinou seu plano de dívida em lei, finalmente, resolvendo o problema da dívida que prejudicou o estado por mais de uma década. Havia ainda considerável revolta sobre como a crise foi resolvida, no entanto, ameaçando a reeleição de Bate em 1884. O candidato republicano de Nashville o juiz Frank T. Reid, montou uma campanha forte, mas Bate foi capaz de ganhar a reeleição por uma votação de 132.201 votos sobre os 125.246 do adversário.
Durante seu primeiro mandato, Bate assinou uma lei que criava a Comissão de estrada de ferro de estado para regular as taxas de estrada de ferro. Agricultores, que consideravam as taxas de frete ferroviário muito altas, apoiaram, enquanto as companhias ferroviárias se opuseram. O ato de criação desta Comissão foi revogado em 1885, no entanto, irritando os agricultores e reduzindo as chances dos democratas de obterem o governo na eleição de 1886.

## Senador e últimos anos
Senador Howell Jackson renunciou em 1886, Bate nomeou Washington C. Whitthorne para preencher o fim do mandato, que foi definido para expirar em março de 1887. A Assembleia Geral do Tennessee, em seguida, elegeu Bate para preencher a vaga no Senado dos Estados Unidos. Ele foi reeleito em 1893, 1899 e 1905. Durante seu mandato, ele serviu como Presidente do Comitê para a melhoria do Rio Mississippi e seus afluentes na 53º legislatura, e  Presidente da Comissão da saúde pública e quarentena nacional em duas legislaturas posteriores. Ele apoiou a redução dos impostos e favoreceu financiamento para escolas comuns, a Agência de Meteorologia dos Estados Unidos e o Army Signal Corps. Ele votou pela admissão de Oklahoma, Arizona e Novo México como Estados membros.
Pouco depois de ser eleito para seu quarto mandato, Bate participou da posse do Presidente Theodore Roosevelt em 4 de março de 1905, onde acredita-se ter pego um resfriado. Ele morreu de pneumonia, alguns dias mais tarde, em 9 de março. Seu corpo foi levado de volta para Nashville em um trem especialmente fretado, e foi enterrado no cemitério Monte das oliveiras. Membros do Frank Cheatham Bivouac, que era composto dos veteranos confederados, dispararam uma bateria de saudação final sobre sua sepultura.

## Família
O avô paterno do governador Bate, coronel Humphrey Bate (1779–1856), foi dos primeiros colonizadores no Condado de Sumner. O sobrenome do meio do governador Bate vem de sua avó paterna (primeira esposa do coronel Humphrey Bate), Elizabeth "Brimage". Após a morte de Elizabeth Brimage, o coronel Humphrey Bate casou com Anna Weatherred, irmã da mãe do governador Bate, Amanda. Vários dos parentes do governador Bate, incluindo seu irmão, capitão Humphrey Bate (1828–1862), foram mortos ou feridos na batalha de Shiloh. Dr. Humphrey Bate (1875–1936), um primo do governador Bate, foi um famoso acordeonista e líder da string band e foi um dos primeiros músicos a tocar no Grand Ole Opry, na década de 1920.

## Fonte da tradução
- Este artigo foi inicialmente traduzido, total ou parcialmente, do artigo da Wikipédia em inglês cujo título é «William B. Bate».